# 12 Scorpii
12 Scorpii, som är stjärnans Flamsteed-beteckning, är en förmodad trippelstjärna, belägen i den mellersta delen av stjärnbilden Skorpionen och har även Bayer-beteckningen c1 Scorpii. Den har en kombinerad skenbar magnitud av ca 5,67 och är svagt synlig för blotta ögat där ljusföroreningar ej förekommer. Baserat på parallaxmätning inom Hipparcosuppdraget på ca 10,8 mas, beräknas den befinna sig på ett avstånd på ca 300 ljusår (ca 93 parsek) från solen. Den rör sig närmare solen med en heliocentrisk radialhastighet på ca -0,2 km/s. Stjärnan ingår med 82 procent sannolikhet i rörelsegruppen Scorpii OB2.

## Egenskaper
Primärstjärnan 12 Scorpii A är en blå till vit stjärna i huvudserien av spektralklass B9 V. Den har en massa som är ca 3 solmassor, en radie, som är ca 2,4 solradier och utsänder från dess fotosfär ca 91 gånger mera energi än solen vid en effektiv temperatur av ca 11 400 K. 
Följeslagaren 12 Scorpii B är en stjärna av spektraltyp K7.9 och en möjlig källa till röntgenstrålning, som ligger med en vinkelseparation av 0,20 bågsekunder. En andra följeslagare är en stjärna i huvudserien av spektralklass F3 V och med magnitud 8.13, belägen med en separation av 3,84 bågsekunder.